# Sjöströmstjärnen
Sjöströmstjärnen är en sjö i Skellefteå kommun i Västerbotten och ingår i Bureälven-Mångbyåns kustområde. Sjön har en area på 0,0716 kvadratkilometer och ligger 15 meter över havet.

## Delavrinningsområde
Sjöströmstjärnen ingår i det delavrinningsområde (716298-177110) som SMHI kallar för Rinner mot Bjuröfjärden. Medelhöjden är 17 meter över havet och ytan är 27,87 kvadratkilometer. Det finns inga avrinningsområden uppströms utan avrinningsområdet är högsta punkten. Avrinningsområdets utflöde mynnar i havet, utan att ha någon enskild mynningsplats. Avrinningsområdet består mestadels av skog (87 procent). Avrinningsområdet har 0,2 kvadratkilometer vattenytor vilket ger det en sjöprocent på 0,7 procent.